# Amolops chayuensis
Amolops chayuensis es una especie de anfibio anuro de la familia Ranidae.

## Distribución geográfica y hábitat
Es endémica del sudeste del Tíbet (China).